# Diplasiotherium
Diplasiotherium è un genere estinto di mammiferi litopterni, appartenente ai proteroteriidi. Visse tra il Miocene superiore e il Pliocene inferiore (circa 9 - 4 milioni di anni fa) e i suoi resti fossili sono stati ritrovati in Sudamerica.

## Descrizione
Questo animale doveva essere molto simile a un odierno cavallo, benché le sue parentele con gli equidi fossero lontanissime. Come gli altri membri della famiglia dei proteroteriidi, anche Diplasiotherium doveva possedere zampe lunghe e snelle, dotate di tre dita di cui quello centrale più robusto. Diplasiotherium si distingueva dagli altri proteroteriidi soprattutto per le maggiori dimensioni: il solo cranio era lungo circa 30 centimetri, ed è stato calcolato che un esemplare adulto potesse sfiorare i 400 chilogrammi di peso. Inoltre, la dentatura di Diplasiotherium era costituita da molari dalla corona più alta rispetto a quella degli altri proteroteriidi, una condizione nota come protoipsodonte. Inoltre, i molari di Diplasiotherium mostravano un talonide dotato di un tubercolo che non si riscontra in generi simili come Diadiaphorus.

## Classificazione
Il genere Diplasiotherium venne descritto per la prima volta da Cayetano Rovereto nel 1914, sulla base di resti fossili ritrovati nella formazione Monte Hermoso in Argentina. La specie tipo è Diplasiotherium robustum; a questo genere è stata attribuita anche la specie D. pampa.
Diplasiotherium è un rappresentante dei proteroteriidi, un gruppo di mammiferi litopterni che si svilupparono nel corso del Cenozoico dando origine a numerose forme simili a cavalli, con lunghe zampe dotate di zoccoli centrali robusti. Diplasiotherium sembrerebbe essere una forma piuttosto derivata, sia per alcune specializzazioni dentarie che per le dimensioni, davvero notevoli se rapportate a quelle degli altri proteroteriidi.